# خطوط عبر أستراليا الجوية
خطوط عبر أستراليا الجوية (بالإنجليزية: Trans Australia Airlines)‏ وأختصاراً (TAA)، (سميت في عام 1986 باسم الخطوط الجوية الأسترالية)، كانت واحدة من اثنتين من كبرى شركات الطيران الإقليمية الأسترالية، تتخذ من مطار ملبورن الدولي مركزاً لعملياتها، يقع المقر الرئيسي للشركة في مدينة ملبورن ثالث أكبر مدينة في ولاية نيو ساوث ويلز بأستراليا، وثاني أكبر شركة طيران إقليمية أسترالية من حيث السياحة في أستراليا بعد شركة كانتاس لانك، تقدم الخطوط الجوية الوطنية الأسترالية خدماتها إلى 67 وجهة في أستراليا، تعد الخطوط الجوية الوطنية الأسترالية عضو في تحالف عالم واحد، وأفلست عام 1994.